# Radio Exterior de España
Radio Exterior de España ou REE est une station de radio espagnole à diffusion internationale qui fait partie de Radio Nacional de España. Le programme est surtout destiné aux Espagnols de l'étranger. 
Elle est diffusée 24 heures sur 24 en ondes courtes, par satellite et par Internet avec également des émissions uniquement en espagnol.